# Coussay
Coussay est une commune du Centre-Ouest de la France, située dans le département de la Vienne actuellement  en région Nouvelle-Aquitaine et antérieurement en Poitou-Charentes.
Ses habitants sont appelés les Cusciacuciens.

## Géographie

### Localisation
Coussay est situé à la croisée de trois anciennes provinces : l'Anjou, la Touraine et le Poitou. La commune est située à 23 km de Loudun, ville la plus proche au nord par la route départementale D 347 et à 6 km de Mirebeau, principal bourg environnant, au sud-est par la D7.

### Communes limitrophes
|                                          | Verrue   |         |
| Saint-Jean-de-Sauves (en un quadripoint) | Coussay  | Doussay |
|                                          | Chouppes |         |

Particularité peu fréquente, la commune de Coussay partage avec celle de Verrue le territoire du hameau de Brizay, situé à 2,5 km au nord.

### Climat
Pour des articles plus généraux, voir Climat de la Nouvelle-Aquitaine et Climat de la Vienne.
Historiquement, la commune est exposée à un climat océanique du nord-ouest.
En 2020, Météo-France publie une typologie des climats de la France métropolitaine dans laquelle la commune est exposée à un climat océanique altéré et est dans la région climatique  Poitou-Charentes, caractérisée par un bon ensoleillement, particulièrement en été et des vents modérés.
Pour la période 1971-2000, la température annuelle moyenne est de 11,8 °C, avec une amplitude thermique annuelle de 14,7 °C. Le cumul annuel moyen de précipitations est de 671 mm, avec 10,4 jours de précipitations en janvier et 6,3 jours en juillet. Pour la période 1991-2020, la température moyenne annuelle observée sur la station météorologique la plus proche, située sur la commune de Martaizé à 13,92 km à vol d'oiseau, est de 0,0 °C et le cumul annuel moyen de précipitations est de 0,0 mm,. Pour l'avenir, les paramètres climatiques de la commune estimés pour 2050 selon différents scénarios d’émission de gaz à effet de serre sont consultables sur un site dédié publié par Météo-France en novembre 2022.

## Urbanisme

### Typologie
Au 1er janvier 2024, Coussay est catégorisée commune rurale à habitat très dispersé, selon la nouvelle grille communale de densité à sept niveaux définie par l'Insee en 2022.
Elle est située hors unité urbaine et hors attraction des villes,.

### Occupation des sols
L'occupation des sols de la commune, telle qu'elle ressort de la base de données européenne d’occupation biophysique des sols Corine Land Cover (CLC), est marquée par l'importance des territoires agricoles (87 % en 2018), une proportion identique à celle de 1990 (87 %). La répartition détaillée en 2018 est la suivante : 
terres arables (49,7 %), zones agricoles hétérogènes (35,3 %), forêts (13 %), prairies (2 %). L'évolution de l’occupation des sols de la commune et de ses infrastructures peut être observée sur les différentes représentations cartographiques du territoire : la carte de Cassini (XVIIIe siècle), la carte d'état-major (1820-1866) et les cartes ou photos aériennes de l'IGN pour la période actuelle (1950 à aujourd'hui).

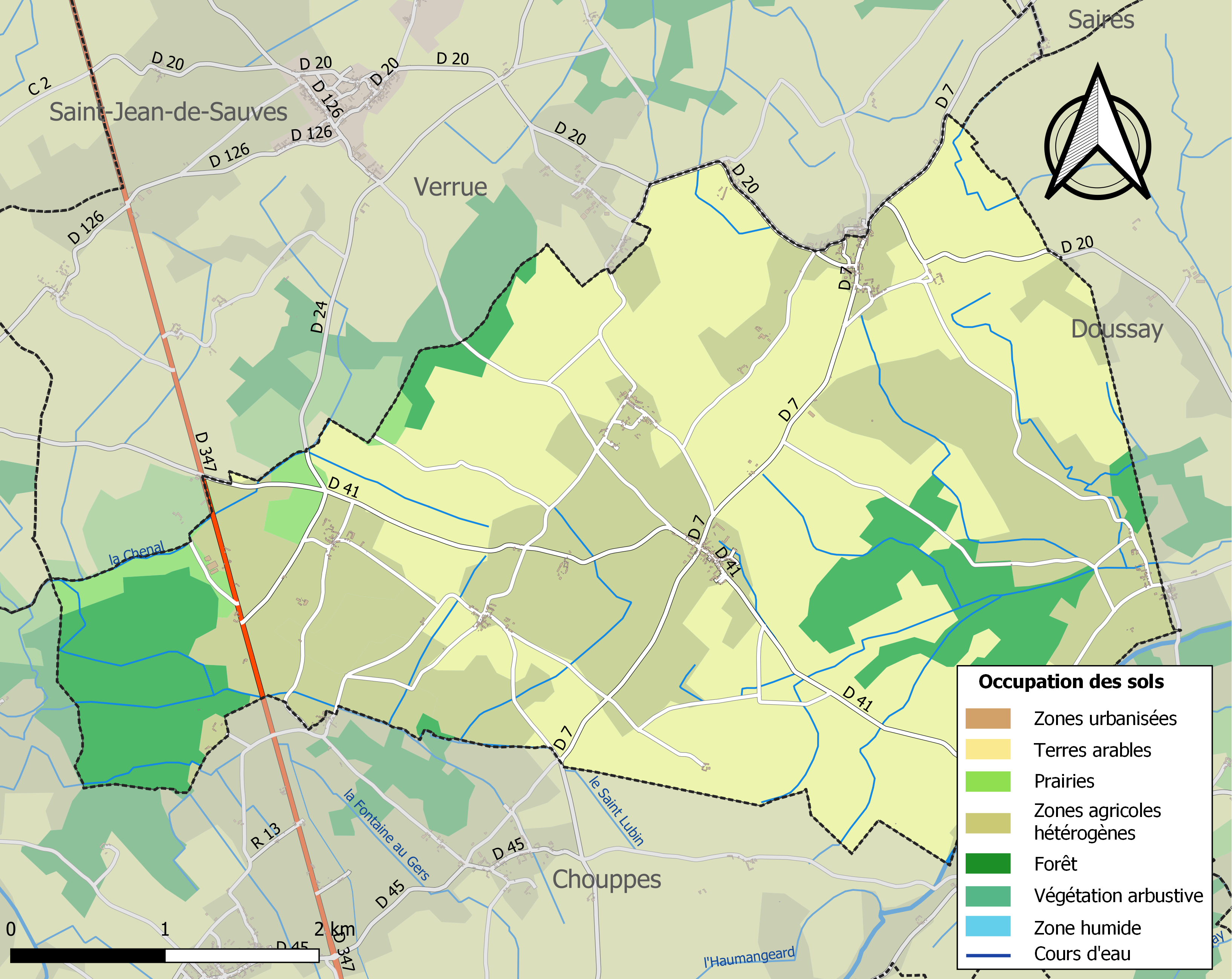
Carte des infrastructures et de l'occupation des sols de la commune en 2018 (CLC).

### Risques majeurs
Le territoire de la commune de Coussay est vulnérable à différents aléas naturels : météorologiques (tempête, orage, neige, grand froid, canicule ou sécheresse), inondations, mouvements de terrains et séisme (sismicité modérée). Il est également exposé à un risque technologique, le transport de matières dangereuses. Un site publié par le BRGM permet d'évaluer simplement et rapidement les risques d'un bien localisé soit par son adresse soit par le numéro de sa parcelle.

#### Risques naturels
Certaines parties du territoire communal sont susceptibles d’être affectées par le risque d’inondation par débordement de cours d'eau, notamment l'Envigne. La commune a été reconnue en état de catastrophe naturelle au titre des dommages causés par les inondations et coulées de boue survenues en 1982, 1999 et 2010,.

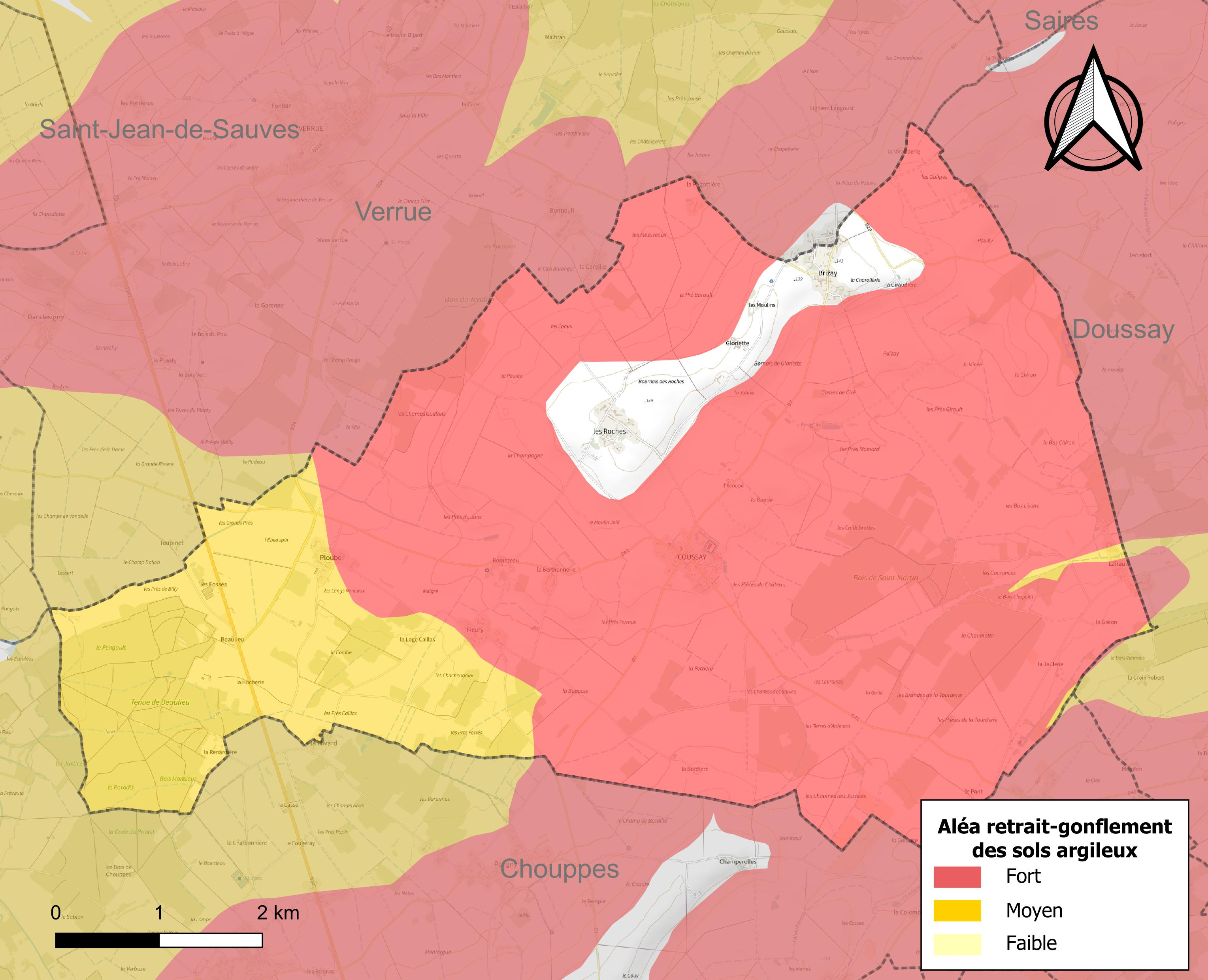
Carte des zones d'aléa retrait-gonflement des sols argileux de Coussay.

Les mouvements de terrains susceptibles de se produire sur la commune sont des affaissements et effondrements liés aux cavités souterraines (hors mines) et des tassements différentiels. Afin de mieux appréhender le risque d’affaissement de terrain, un inventaire national permet de localiser les éventuelles cavités souterraines sur la commune. Le retrait-gonflement des sols argileux est susceptible d'engendrer des dommages importants aux bâtiments en cas d’alternance de périodes de sécheresse et de pluie. 93,7 % de la superficie communale est en aléa moyen ou fort (79,5 % au niveau départemental et 48,5 % au niveau national). Depuis le 1er octobre 2020, en application de la loi ÉLAN, différentes contraintes s'imposent aux vendeurs, maîtres d'ouvrages ou constructeurs de biens situés dans une zone classée en aléa moyen ou fort,.
La commune a été reconnue en état de catastrophe naturelle au titre des dommages causés par la sécheresse en 1989 et 2005 et par des mouvements de terrain en 1999 et 2010.

## Toponymie
Le nom du bourg proviendrait de l’anthroponyme gallo-romain Cusciacus.

## Histoire

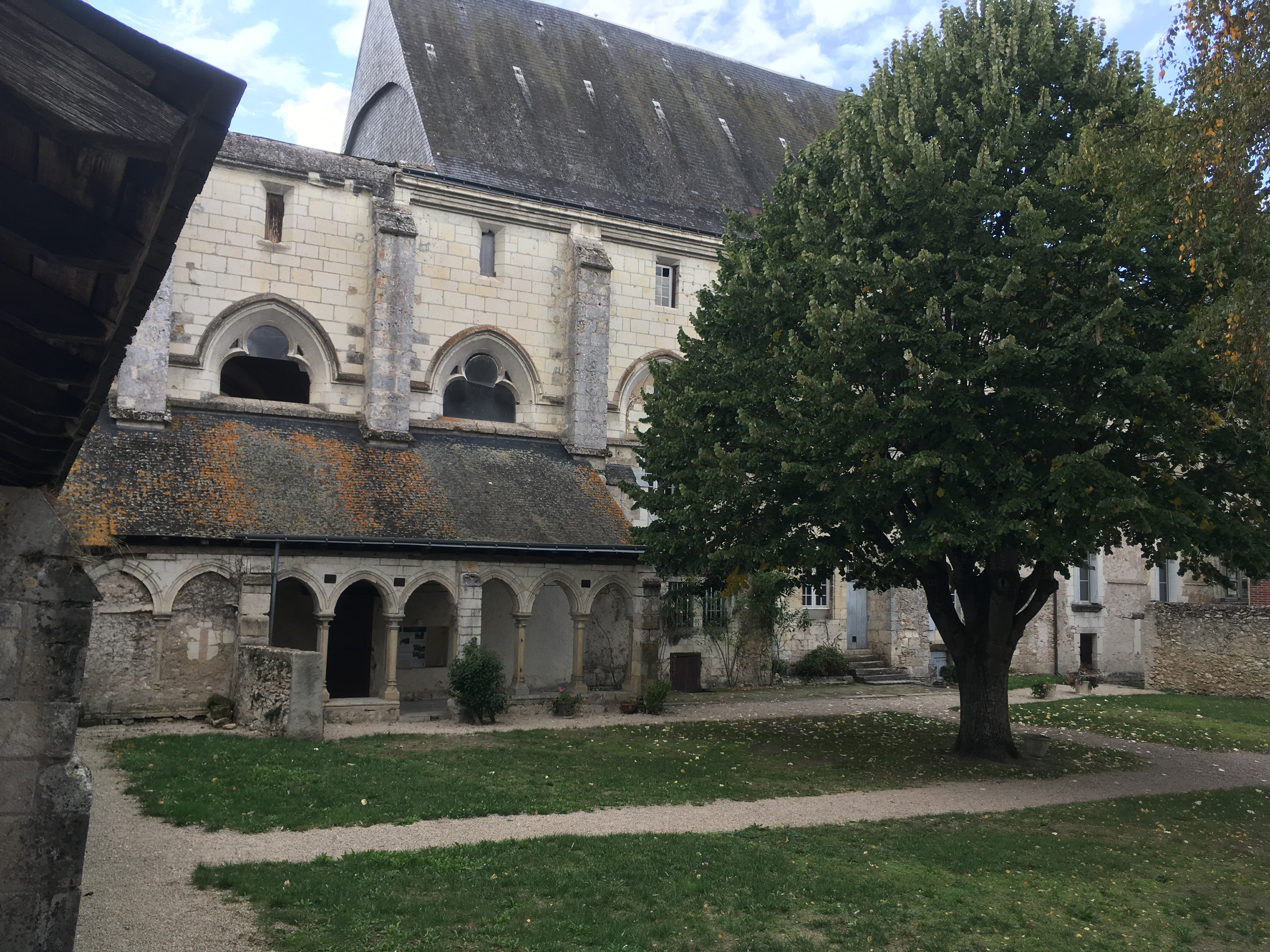
Aile du cloître longeant l'église abbatiale de Cormery.

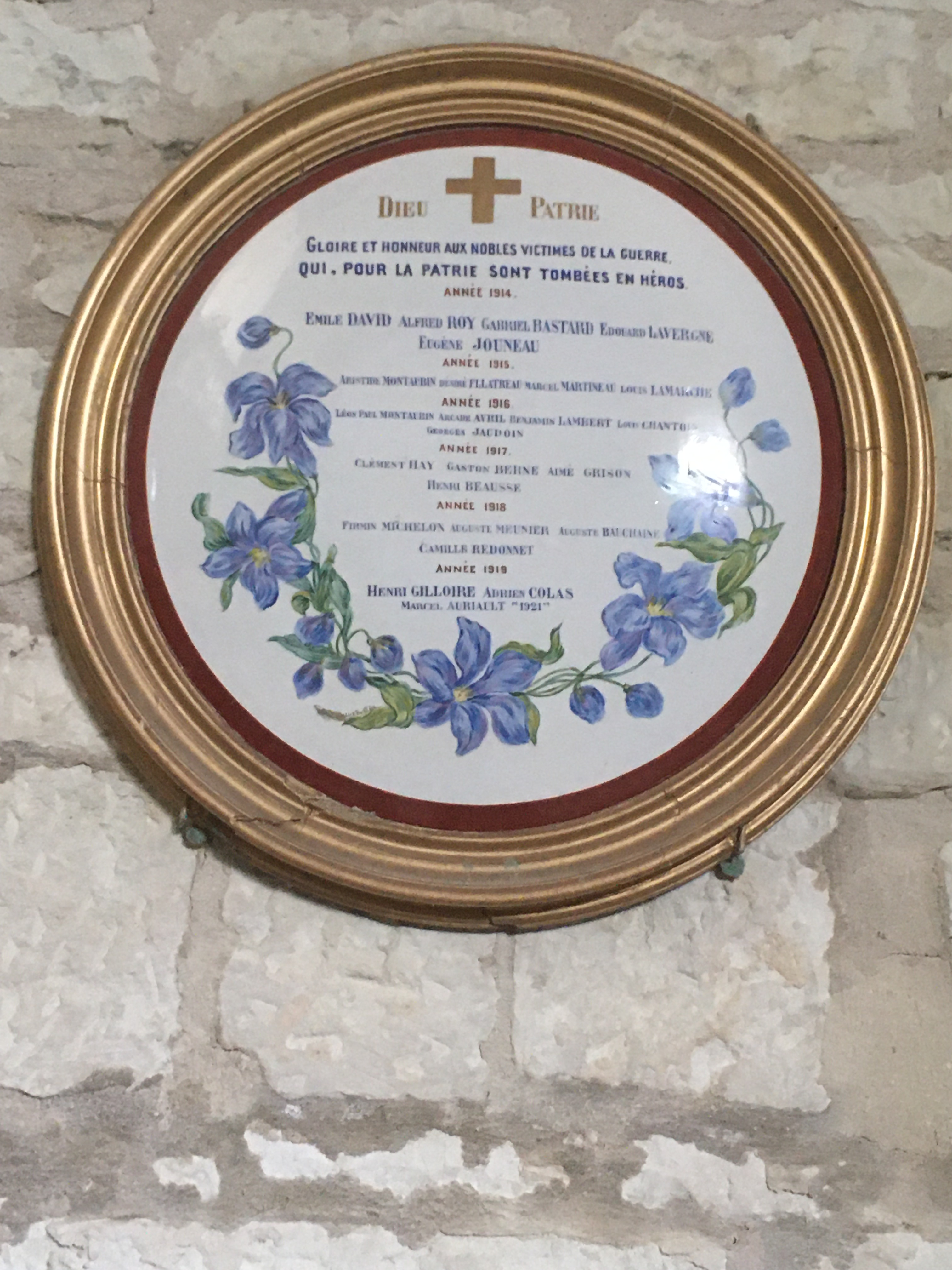
Plaque de monument aux morts sise dans l’église.

Ce village était historiquement le siège d'un prieuré dépendant de l'abbaye Saint-Paul de Cormery, élevée au rang d'abbaye bénédictine en 800, aujourd'hui située dans le département d'Indre-et-Loire à une trentaine de kilomètres au sud de Tours. Les archives d'Indre-et-Loire conservent un diplôme de Louis le Pieux en date de 837 donnant à Cormery le domaine de Coussay ce qui permit l'implantation du prieuré.

## Politique et administration

### Liste des maires
| Période | Période | Identité              | Étiquette | Qualité |
| ------- | ------- | --------------------- | --------- | ------- |
|         |         |                       |           |         |
| 1925    | 1945    | Alexis Sivion         |           |         |
| 1945    | 1959    | Aristide Montaubin    |           |         |
| 1959    | 1989    | Albert Bugean         |           |         |
| 1989    | 2005    | Michel Provost        |           |         |
|         |         | Jean-Jacques Bourdier |           |         |

### Instances judiciaires et administratives
La commune relève des juridictions de Poitiers (tribunal judiciaire, cour d'appel, conseil de prud'hommes, tribunal de commerce, tribunal administratif) et de la cour administrative d'appel de Bordeaux.

## Démographie
En 2022, la commune de Coussay comptait 260 habitants. À partir du XXIe siècle, les recensements réels des communes de moins de 10 000 habitants ont lieu tous les cinq ans. Les autres « recensements » sont des estimations. La densité de population de la commune est de 13 hab./km2. Celle du département est de 61 hab./km2. Elle est de 68 hab./km2 pour la région Poitou-Charentes et de 115 hab./km2 pour la France (INSEE- 2008).
| 1793 | 1800 | 1806 | 1821 | 1831 | 1836 | 1841 | 1846 | 1851 |
| ---- | ---- | ---- | ---- | ---- | ---- | ---- | ---- | ---- |
| 494  | 530  | 529  | 609  | 556  | 581  | 560  | 570  | 603  |

| 1856 | 1861 | 1866 | 1872 | 1876 | 1881 | 1886 | 1891 | 1896 |
| ---- | ---- | ---- | ---- | ---- | ---- | ---- | ---- | ---- |
| 587  | 587  | 585  | 556  | 594  | 593  | 617  | 610  | 629  |

| 1901 | 1906 | 1911 | 1921 | 1926 | 1931 | 1936 | 1946 | 1954 |
| ---- | ---- | ---- | ---- | ---- | ---- | ---- | ---- | ---- |
| 612  | 610  | 567  | 554  | 569  | 536  | 512  | 494  | 473  |

| 1962 | 1968 | 1975 | 1982 | 1990 | 1999 | 2006 | 2007 | 2012 |
| ---- | ---- | ---- | ---- | ---- | ---- | ---- | ---- | ---- |
| 453  | 363  | 302  | 284  | 264  | 265  | 265  | 265  | 246  |

| 2017 | 2022 | - | - | - | - | - | - | - |
| ---- | ---- | - | - | - | - | - | - | - |
| 251  | 260  | - | - | - | - | - | - | - |

En 2008,selon l'Insee; la densité de population de la commune était de 13 hab./km2, 61 hab./km2 pour le département, 68 hab./km2 pour la région Poitou-Charentes et 115 hab./km2 pour la France.

## Économie
Selon la direction Régionale de l'Alimentation, de l'Agriculture et de la Forêt de Poitou-Charentes, il n'y a plus que 19 exploitations agricoles en 2010 contre 25 en 2000.
Les surfaces agricoles utilisées ont augmenté de 10 % et sont passées de 920 hectares en 2000 à 1 019 hectares en 2010. Ces chiffres indiquent une concentration des terres sur un nombre plus faible d’exploitations. Cette tendance est conforme à l’évolution  constatée sur tout le département de la Vienne puisque de 2000 à 2007, chaque exploitation a gagné en moyenne 20 hectares.
57 % des surfaces agricoles sont destinées à la culture des céréales (blé tendre essentiellement mais aussi orges et maïs), 22 % pour les oléagineux (tournesol), 2 % pour le fourrage et 3 % reste en herbes.
3 exploitations en 2010 comme en 2000 abritent un petit élevage de bovins (115 têtes en 2010 contre 99 têtes en 2000). Les élevages d'ovins et de volailles ont disparu en 2010 : respectivement, 36 têtes sur 3 fermes en 2000 et 614 têtes sur 9 fermes.

## Culture locale et patrimoine

### Lieux et monuments

#### Le château de Coussay
C'est un château Renaissance — logis prioral — entouré de douves vives, construit par Denis Briçonnet au début du XVIe siècle. Il est la demeure du cardinal de Richelieu qui y séjourne à plusieurs reprises de 1609 à 1618 et plus particulièrement pendant son année de disgrâce en 1617. Richelieu était évêque de Luçon et prieur de Coussay.
Le château est un ancien prieuré attribué par Louis le Pieux à l'Abbaye Saint-Paul de Cormery qui en fit don à Coussay. En 1520, l'abbé Denis Briçonnet, par ailleurs évêque de Saint-Malo, entreprend la reconstruction du logis du prieur et édifie deux pavillons. De son voyage en Italie, où il exerce de 1515 à 1519, la fonction d'ambassadeur auprès du pape Léon X, il rapporta un certain raffinement pour le décor. Le prieuré de Coussay devient ainsi l’un des premiers châteaux de la Renaissance française.
Le domaine de Coussay se compose d'une avant-cour cernée sur deux côtés par des communs, le pavillon d'entrée du prieuré et le pavillon abritant la fontaine. Une impasse dite du corps de garde témoigne de l'ancienne vocation militaire du lieu.
À l'est de cette cour s'élève une plate-forme ceinte de douves vives. Elle est flanquée de quatre petites tours circulaires. Sur cette plate-forme défensive a été construit le logis du prieur. Il est de plan rectangulaire et cantonné de quatre tours d'angle circulaires. Il comporte un rez-de-chaussée surélevé et un étage sous combles. La façade est, la principale, date du XVIe siècle. Elle est rythmée par des fenêtres à meneaux et des lucarnes. Elle porte une ornementation de rinceaux et de blasons des Briçonnet. La façade opposée, côté cour, a été dotée au XVIIe siècle d'une nouvelle porte lorsque le cardinal Richelieu, dont la famille possédait Coussay depuis 1543, décide la construction d'un escalier à double rampe. Cette façade est cantonnée de pilastres cannelés doriques supportant un fronton couronné de la coiffe épiscopale de Richelieu, évêque de Luçon. A l'intérieur de l'aile Nord-Est se tenait son cabinet de travail, pièce traversante (bibliothèque). Dans la tour Nord, un coffre, inséré dans un mur, accueillait ses documents.
Le pavillon d'entrée est un ouvrage quadrangulaire ; les pilastres de sa fenêtre à meneaux reposent sur deux cygnes aux ailes déployées.
Le pavillon de la Fontaine date du XVIe siècle. Doté de deux tourelles, dont une en surplomb, il abrite un bassin recueillant les eaux d'une source. Vouté d'ogives retombant sur quatre colonnettes d'angle, le pavillon s'ouvre sur la cour par une arcade en anse de panier, surmontée d'une frise de rinceaux.
Le rez-de-chaussée du pavillon a été classé en 1924 comme monument historique ; les façades et les toitures, le porche du corps de garde et du château l'ont été en 1949. Le reste du château est inscrit depuis 1935,
En venant de Mirebeau, le pavillon d'entrée du château est aujourd'hui une résidence d'artistes accueillant tous les ans de nouveaux travaux essentiellement d'art plastique.

#### L'église Notre-Dame

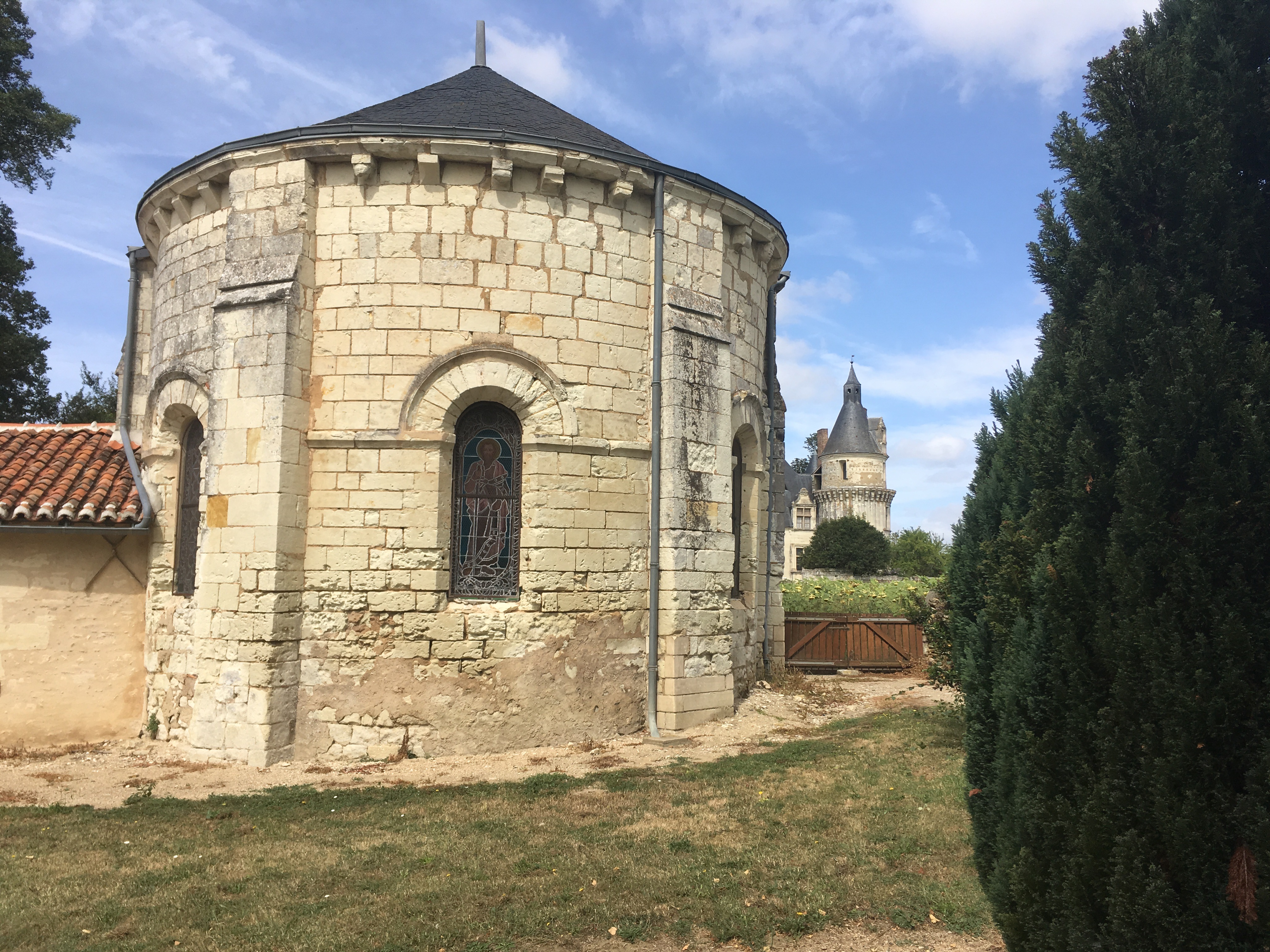
Chevet de l'église Notre-Dame.

L'église Notre-Dame, dont l'abside et le chœur sont inscrits au titre des monuments historiques depuis 1952, est est en tuffeau blanc de la région et d'origine romane. Elle a toutefois été fortement remaniée à plusieurs reprises depuis la fin du XIe siècle. 
La nef a vu ses voûtes modifiées au XIIIe siècle. Le chevet a été reconstruit au XVe siècle et est de style gothique flamboyant. L'ensemble de l'édifice montre donc un caractère composite très marqué. Dans le chœur, le vitrail axial représente Paul de Tarse appuyé sur l'épée de son martyre. La souche du clocher est romane.
Sous les deux baies jumelles percées dans le mur sud de la nef apparaissent les traces d'une ancienne porte aujourd'hui murée avec une grande arcature en plein cintre se posant sur des colonnes chapeautées de chapiteaux sculptés. 
Le portail occidental comporte trois voussures en plein cintre. Elles sont décorées de palmettes et reposent sur des chapiteaux décorés de feuillage, surmontant des colonnes.

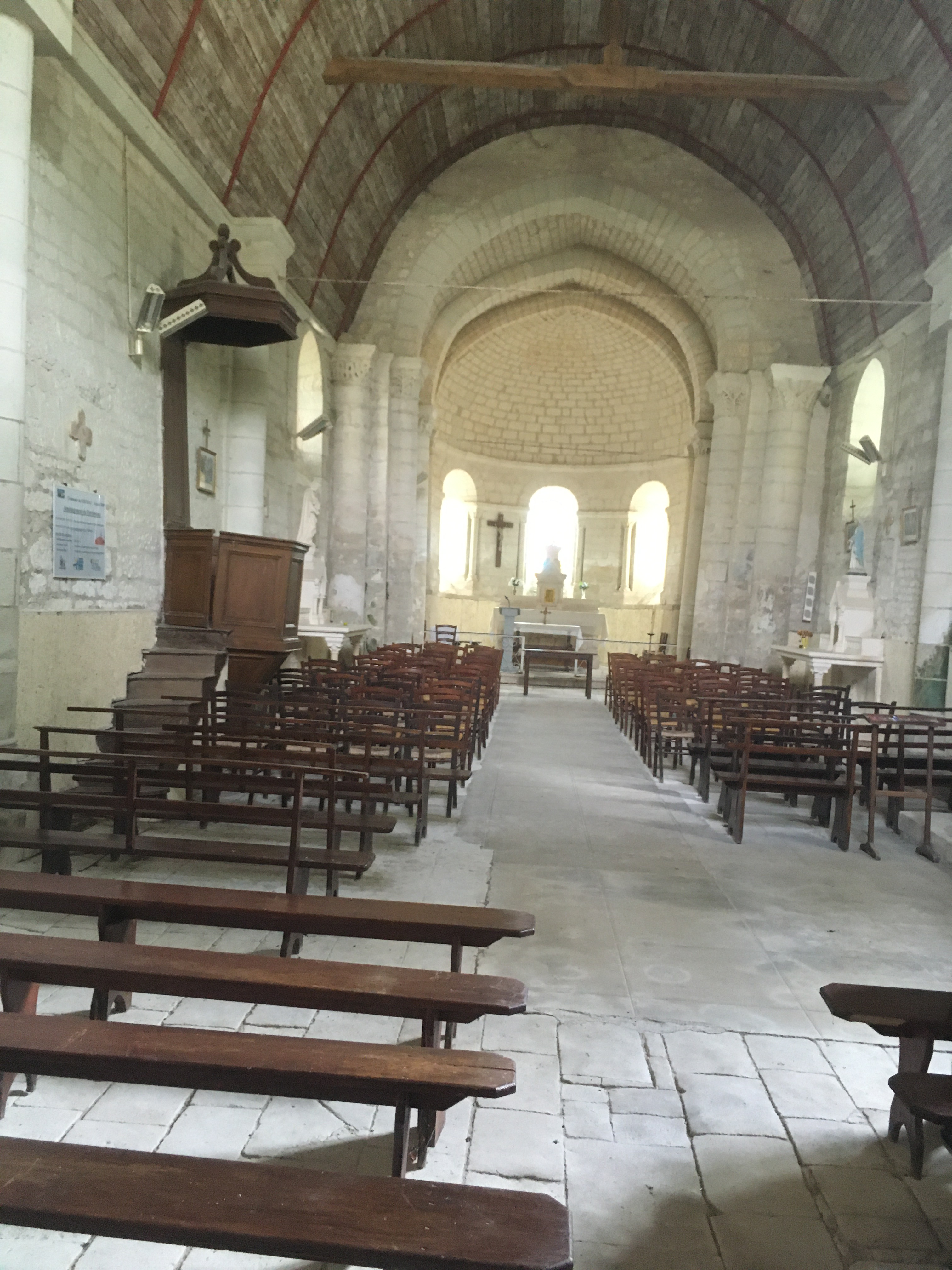
Intérieur de l'église.

À l'intérieur, des coupoles de diamètre inégal ont été construites après coup, dans un plan primitivement non voûté. Le transept roman a vu ses chapiteaux d'origine remplacés. L'un d'eux représente des quadrupèdes dressés qui entourent un personnage. sur un autre, deux quadrupèdes s'affrontent violemment. Au-dessus de chaque bête, un personnage présente l'allure d'un homme crucifié. L'ensemble est chapeauté par un masque humain.

#### Le château de la Tourderie
Le nom du château peut s'écrire aussi la Tour-de-Ry. Le logis, la tour fortifiée, le terre-plein, les douves et la cour sont classés monuments historique depuis 1995 tandis que les bâtiments des communs et le pigeonniers sont inscrits depuis 1993.

### Personnalités liées à la commune
- Marie de Médicis (1575-1642) est venue au Château de Coussay au printemps 1621.
- Pierre Millori (1774-1858), homme politique né à Coussay, député de la Vienne de 1831 à 1834.